# 江南丝竹
江南丝竹指流行于长江下游以上海為中心地区（包括蘇南、浙西）的器乐作品。“丝”是形容用丝做弦的弦乐器，如二胡、琵琶等；“竹”是形容用竹做的管乐器，如笛子、簫等。除此之外，常用的樂器還包括揚琴、三弦、笙、鼓、板等。
江南丝竹曲调悠闲缠绵，秀雅悠扬，风格典雅华丽，其傳統技法強調「你繁我簡，你高我低，加花變奏，嵌擋讓路，即興發揮」等。笛子和北方短而高亢的“梆笛”不同，是长的“曲笛”（或者用較細的絲竹笛（班笛），吹奏的乐声绵软，和二胡等乐器配合非常和谐。著名的曲目有《三六》、《梅花三弄》、《春江花月夜》、《行街》、《四和如意》、《雲慶》、《歡樂歌》、《中花六板》，號稱“八大名曲”。

## 歷史
明代，江南丝竹出現於江苏苏州。清咸丰庚申年（1860年）开始流行。清末遍及江、浙、沪地区。道光年間的《嘉兴府志》對其名提出了解釋：“采苏杭之丝，截洞庭秀竹，变吴越佳音，集弦索精粹，江南有丝竹也”。不過正式定名則是在20世紀50年代。

## 特色
江南丝竹的音樂屬支声复调，不同乐器可以自由加花、变奏。它與昆曲有一定的關係，以至於有人認為它發源於昆曲。不過江南丝竹八大名曲和昆曲的曲牌並沒有聯繫。昆曲主奏樂器是笛子，而江南丝竹则是笛子、二胡同為主奏乐器，琵琶、扬琴等伴奏樂器都有各自的發揮。它與十番锣鼓的關係更近，十番锣鼓的套曲《锣鼓四合》与《四合如意》相似。

## 外部連結
- YouTube上的《江南丝竹(上) (中国地方音乐大系1)》播放列表，上海音乐学院教授丝竹研究组、浙江歌舞剧院民族乐团、上海国乐研究社
- YouTube上的《江南丝竹(下) (中国地方音乐大系2)》播放列表，上海音乐学院教授丝竹研究组、浙江歌舞剧院民族乐团、上海国乐研究社
- YouTube上的〈行街〉，中央民族樂團演奏